# Плещут холодные волны
«Плещут холодные волны» («Варяг»; Гибель «Варяга») — песня о подвиге крейсера «Варяг» и канонерской лодки «Кореец».

## Предыстория

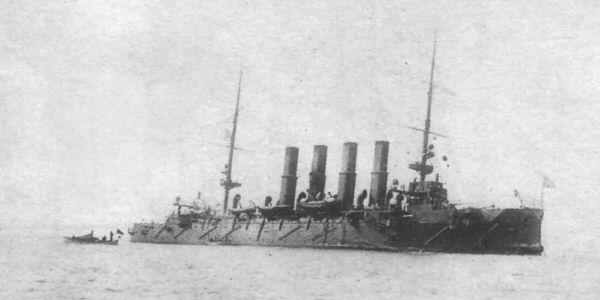
«Варяг» после боя

Во время Русско-японской войны произошло морское сражение крейсера русского флота «Варяг» и канонерской лодки «Кореец» против четырнадцати японских судов в бухте Чемульпо. Русские корабли получили сильные повреждения, не могли продолжать бой. Для того, чтобы повреждённые корабли не достались противнику, команды взорвали «Кореец» и затопили «Варяг».

## История песни
Через 16 дней после гибели «Варяга» и «Корейца» в газете «Русь» за подписью Я. Репнинского было опубликовано стихотворение «Варяг» («Плещут холодные волны»). Позднее они были положены на музыку композитором и регентом Ставропольского кафедрального собора Казанской иконы Божией Матери В. Д. Беневским и студентом Юрьевского университета Ф. Н. Богородицким.
В 1950-х годах исследователь и популяризатор отечественной песенной истории Александр Вячеславович Шилов выдвинул версию, что стихотоворение опубликованное газетой «Русь» принадлежит перу банковского служащего Я. С. Репнинского. Он также усомнился в том, что В. Д. Беневский и Ф. Н. Богородицкий являются авторами музыки, тем более, что сравнение записей напева того и другого не даёт основания считать их авторами музыки.
Музыка песни существовала как в двудольном, так и в трёхдольном размере.
В годы Великой Отечественной войны Краснознаменный ансамбль песни и пляски под руководством А. В. Александрова пел её в характере марша, а в Государственном русском академическом хоре был принят трехдольный вариант «Холодных волн» в обработке А. В. Свешникова.
У песни существует неофициальное народное название «Кореец» в отличие от «Врагу не сдаётся наш гордый „Варяг“», называемой «Варяг».
Мелодия песни неоднократно использовалась в других песнях, особенно в морских. Особенно известна песня неизвестного автора «Братья, вспомянем героя», посвящённая памяти адмирала С. О. Макарова.
Братья, вспомянем героя,

Наш адмирал и отец,

Спит на дне бурного моря

Отчизну любивший боец.

Его все матросы любили,

Честно свой долг исполнял,

Смерти глядел в глаза прямо,

Трусов всегда подбодрял.